# 君への手紙
「君への手紙」（きみへのてがみ）は、桑田佳祐の楽曲。自身の17作目のシングルとして、タイシタレーベル / SPEEDSTAR RECORDSから12cmCD・12インチレコードで2016年11月23日に発売された。
2019年12月20日にはストリーミング配信を開始した。

## 背景
前作「ヨシ子さん」から約5か月ぶりとなるシングル。本作は、タイトルにもある「手紙」に掛けて「いいふみの日」である11月23日に発売されることが2016年9月27日に発表された。また、同時に桑田ソロで同年12月28日から31日に行われる年越しライブ『ヨシ子さんへの手紙 〜悪戯な年の瀬〜』も4年ぶりに開催されることが決まった。なお、年越しツアーライブの名前は前作の「ヨシ子さん」と、同年6月25日にWOWOWで放送された桑田出演の番組『偉大なる歌謡曲に感謝 〜東京の唄〜』で披露された楽曲で本作のカップリング曲である「悪戯されて」と本作のタイトルを使用したものである。

## リリース
本作は、前作同様に初回限定盤・通常盤・アナログ盤の3種類あり、どのバージョンもジャケットのデザインが異なっている。また、初回限定盤には、桑田本人がファンへ直筆した手紙や歌詞が書かれた便箋、切手風のステッカーが付属となっている。また、一緒に上記の年越しライブのライブビューイングが全国12都市で行われ、初回限定盤のみに参加応募券が封入されることになっている。
また、本作の発売日の1週間後である同年11月30日に、映像作品『THE ROOTS 〜偉大なる歌謡曲に感謝〜』が発売される。なお、本作と『THE ROOTS 〜偉大なる歌謡曲に感謝〜』の両方購入すると両作の応募券を使って抽選で2017名に“幸せの黄色いバッグ”がプレゼントされる。

## プロモーション
当初、本作は表題曲である「君への手紙」だけ発表されていてカップリング曲は未定だったが、同年10月22日に放送された自身のラジオ番組『桑田佳祐のやさしい夜遊び』（TOKYO FM）にて、桑田がカップリング曲の3曲を発表した。カップリング曲「悪戯されて」は先にメディアで披露されていたが、「あなたの夢を見ています」「メンチカツ・ブルース」は、同年10月29日の『桑田佳祐のやさしい夜遊び』で初公開された。

### 発売関連企画
前作「ヨシ子さん」と同様に本作でもツイッター企画があり、本作に関することをツイートすると抽選で77名に限定オリジナルグッズが貰えるようになっている。
本作のTVCMでは、ウッチャンナンチャンの内村光良が出演しており、CMで「君への手紙」のミュージック・ビデオの監督役を演じている。なお、CM出演のきっかけは内村が監督・脚本・主演を務めた映画『金メダル男』の主題歌として桑田が「君への手紙」を書き下ろしたことから、今回のCM企画が実現した。

### テレビ放送
NHKで放送された「SONGS」では桑田が「茅ヶ崎萬秘（ちがさきマンピー）改メ 波乗亭米祐（なみのりていべーすけ）」という落語家に扮し、曲の合間に曲紹介も兼ねてこのシングルの収録曲にちなんだ小噺を行った。

### テレビ披露
| 放送日         | 番組名                                        | 放送局     | 披露曲                                                                            | 出典   |
| -------------- | --------------------------------------------- | ---------- | --------------------------------------------------------------------------------- | ------ |
| 2016年8月26日  | 桑田佳祐「偉大なる歌謡曲に感謝 ～東京の唄～」 | フジテレビ | 「悪戯されて」                                                                    | [ 16 ] |
| 2016年11月18日 | ミュージックステーション                      | テレビ朝日 | 「君への手紙」                                                                    | [ 17 ] |
| 2016年11月25日 | ミュージックステーション                      | テレビ朝日 | 「悪戯されて」 「君への手紙」                                                     | [ 18 ] |
| 2016年11月29日 | 日テレ系音楽の祭典 ベストアーティスト 2016    | 日本テレビ | 「悪戯されて」 「君への手紙」                                                     | [ 19 ] |
| 2016年12月1日  | SONGS                                         | NHK        | 「あなたの夢を見ています」 「悪戯されて」 「メンチカツ・ブルース」 「君への手紙」 | [ 20 ] |
| 2016年12月23日 | ミュージックステーション SUPER LIVE 2016      | テレビ朝日 | 「君への手紙」 「ヨシ子さん」                                                     | [ 21 ] |

## 批評
大黒摩季やKEYTALKの首藤義勝がそれぞれの自身のツイッターで本作のCDを購入したことを挙げている。

## チャート成績
2016年12月5日付のオリコン週間ランキングで、初週7.0万枚を売り上げて初登場2位を獲得した。モーニング娘。'16の「セクシーキャットの演説/ムキダシで向き合って/そうじゃない」に阻まれて2位となったが、ソロデビューシングル「悲しい気持ち (JUST A MAN IN LOVE)」から17作連続TOP10入りしており、本作の2位獲得は、60代以上の男性アーティスト（ソロのみ）によるシングルとしては、桑田自身が同年7月11日付において前作「ヨシ⼦さん」で記録した2位とならび、歴代最高位タイとなった。
オリコンによる本作のチャート登場週数は12週である。また、オリコンによる桑田ソロのシングル作品では本作の売上が最も低い。

## 収録曲
- 収録時間：17:53

1. 君への手紙 (4:29)
（作詞・作曲・編曲：桑田佳祐）
映画『金メダル男』主題歌。また、自身出演のWOWOW「開局25周年」CMソング。
本楽曲は、夢追う者への応援、挫折した悔しい思いを、美しいバラードのメロディと優しさで包み込む、人生賛歌ともいうべきもので、生ギター一本で始まり、1960年代風のビートポップ・フレイバーがメロディに漂う、クールでスイートなロッカ・バラードになっている[26][27]。間奏にある「エンヤートット」の部分についてはビートルズの「アイ・アム・ザ・ウォルラス」からの影響が語られている[28][注釈 2]。なお、『がらくた』に収録されたバージョンでは「401stオールスターズ」の声が追加されている[30]。
桑田がソロで映画の主題歌を担当するのは、8年ぶりである[26]。映画『金メダル男』の監督・脚本・主演を担当した内村光良は、中学生の時からサザンオールスターズのファンであり、桑田と内村は1989年にフジテレビ系バラエティ番組『夢で逢えたら』に出演して共に出会った。2000年に内村出演のTBS系バラエティ番組『ウンナンのホントコ!』内の企画「未来日記Ⅲ」のテーマソングをサザンが担当したり[注釈 3]、内村が桑田のシングル「白い恋人達」のミュージック・ビデオや、桑田の冠番組であるフジテレビ系音楽バラエティ番組『桑田佳祐の音楽寅さん 〜MUSIC TIGER〜』に出演したりして、長年交流を続けてきている。映画を製作している途中に内村は、「この映画の主題歌は桑田さんしかいない」という思いを直筆の手紙にして、この映画の作品のDVDと共に桑田へ送った。そして、1週間後にその返事として描き下ろされたこの楽曲を収録したCDが桑田のマネージャーによって内村のもとへ届けられた。楽曲を聴いた内村は「男泣きをしました。一生の曲になった。」と語った[26][31][32]。『がらくた』初回限定盤A・B・C特典「がらくたノート」には、映画を見た時の印象や内村への思いが桑田によって詳細に書かれている[33]。
2016年9月24日に放送された『桑田佳祐のやさしい夜遊び』で、メディア初のオンエアーを行なった。なお、この時はまだシングル化は発表されていなかった[34]。
同年11月8日にMVが解禁された。内容は、ニューヨークを思わせる街角の路地、書斎、和室、海辺などさまざまな場所で桑田が歌っており、桑田が持っていた曲のイメージを元にMVも出来上がっている。なお、海のシーンの撮影については桑田本人が発案している。MVは同年10月に2日間で撮影が行われた[35]。MVで桑田はコートを着用しており、冬の海を思わせる演技をしていたシーンだったが、撮影当日は最高気温が28度だったという[36]。MVの監督は前作「ヨシ子さん」に引き続き田辺秀伸が担当。また、MVが公開された同じ日に「ヨシ子さん」に引き続きWOWOWのCMソングになることが発表された[37][38]。
2. 悪戯されて (4:44)
（作詞・作曲：桑田佳祐 / 編曲：桑田佳祐&片山敦夫 / 弦編曲：片山敦夫）
自身出演の番組『偉大なる歌謡曲に感謝 〜東京の唄〜』で新曲として披露された楽曲[39]。曲調は、番組のコンセプト通り歌謡曲テイストな楽曲となっている。番組での演奏時は原由子とTIGERに加え、斎藤誠と山本拓夫の4人でコーラスを行っている[40]。
MVのストーリーは歌詞をベースに、1970年代のサスペンスドラマ仕立ての内容に仕上がっており[41]、広末涼子・阿部翔平・浜田晃が出演している。企画については桑田が「松本清張原作のドラマや映画の予告編のようなビデオにしてみたい」と提案し、松本原作の映画『ゼロの焦点』の主演を務めた広末を選んだ[41]。
当初は、自身の映像作品『THE ROOTS 〜偉大なる歌謡曲に感謝〜』の初回限定盤のみの付属品として7インチレコードに収録したものを発表していたが、後から本作のカップリング曲としても発表された[42][8]。
『がらくた』完全生産限定盤A・Bに収録されているDVDには音源に新たなアレンジが施されて収録されている[43]。なお、当初はその音源を『がらくた』のCDに収録しようとしたが、置き場所に納得しなかったため選曲から漏れた旨を桑田は語っている[44]。
タモリは本楽曲を絶賛している[45]。
3. あなたの夢を見ています (4:53)
（作詞・作曲：桑田佳祐 / 編曲：桑田佳祐&片山敦夫）
ファンの顔や生活を思い浮かべた楽曲で[46]、冬の訪れを感じさせるミドルテンポのポップナンバー[47]。当初はポップなシングル曲用に製作していた楽曲である[46]。
4. メンチカツ・ブルース (3:46)
（作詞・作曲・編曲：桑田佳祐）
落語にはまっていることを公言する桑田が小噺を意識して作詞した楽曲[47]。3番には明石家さんま、ビートたけし、タモリら「お笑いビッグ3」の名前が登場し、タモリはこの歌詞を知った際に笑顔で「ありがたいですね、これは」とコメントした[48]。
2016年11月25日に放送されたタモリが司会を務めるテレビ朝日系音楽番組『ミュージックステーション』で弾き語りとして披露している[45]。

## 参加ミュージシャン
- 君への手紙
  - 桑田佳祐：Vocal, Electric & Acoustic Guitars, Tambourine & Backing Vocal
  - 原由子：Keyboards, Piano, Synthesizer
  - 角谷仁宣：Computer Programming
- 悪戯されて
  - 桑田佳祐：Vocal, Bass, Hand Claps, Backing Vocal
  - 片山敦夫：Keyboards, Piano & Synthesizer
  - 小倉博和：Electric Guitar & Mandolin
  - 成田昭彦：Drums, Conga, Claves, Guiro & Wind Chimes
  - 原由子：Synthesizer
  - 角谷仁宣：Computer Programming
  - はたけやま裕：Vibraphone & Glockenspiel
  - 山本拓夫：Flute
  - 金原千恵子ストリングス：Strings
- あなたの夢を見ています
  - 桑田佳祐：Vocal, Acoustic & Slide Guitars, Tambourine, Bells, Hand Claps & Backing Vocal
  - 片山敦夫：Keyboards, Electric Piano & Synthesizer
  - 斎藤誠：Electric Guitar
  - 山本拓夫：Soprano Saxophone
  - 角谷仁宣：Computer Programming
- メンチカツ・ブルース
  - 桑田佳祐：Vocal, Acoustic Guitar, Hand Claps, Sound Effect & Backing Vocal
  - 401stオールスターズ：Hand Claps

## 配信映像
関連映像
- 「君への手紙」SPECIAL SHORT MOVIE - YouTube
- 「君への手紙」TV SPOT - YouTube
- 「悪戯されて」『THE ROOTS 〜偉大なる歌謡曲に感謝〜』 - YouTube

## 収録アルバム
| 曲名                   | 作品名         | 備考                       |
| ---------------------- | -------------- | -------------------------- |
| 君への手紙             | がらくた       | アルバムバージョンで収録。 |
| 悪戯されて             | アルバム未収録 |                            |
| あなたの夢を見ています | がらくた       | アルバムバージョンで収録。 |
| メンチカツ・ブルース   | アルバム未収録 |                            |

## ミュージック・ビデオ収録作品
| 曲名                   | 作品名   | 備考                         |
| ---------------------- | -------- | ---------------------------- |
| 君への手紙             | MVP      |                              |
| 悪戯されて             | がらくた | 完全生産限定盤A・Bのみ収録。 |
| 悪戯されて             | MVP      |                              |
| あなたの夢を見ています | 未収録   |                              |
| メンチカツ・ブルース   | 未収録   |                              |

## ライブ映像作品
| 曲名                   | 作品名                                 | 備考 |
| ---------------------- | -------------------------------------- | --- |
| 君への手紙             | がらくた                               | 完全生産限定盤A・B封入のBlu-ray・DVDに収録。2017年7月11日にBillboard Live Tokyoで開催された「この夏、大人の夜遊び in 日本で一番垢抜けた場所!!」での歌唱。 |
| 君への手紙             | がらくたライブ                         | |
| 君への手紙             | LIVE TOUR 2021「BIG MOUTH, NO GUTS!!」 | |
| 悪戯されて             | 未収録                                 | |
| あなたの夢を見ています | がらくたライブ                         | |
| メンチカツ・ブルース   | 未収録                                 | |